# オムスク地下鉄
オムスク地下鉄（ロシア語:Омский метрополитен）はロシア連邦のオムスクにおいて建設中の地下鉄である。

## 歴史
ソ連時代の1960年代から地下鉄構想は存在した。一旦は計画が承認され予算も付けられるが、高速トラムに計画変更する代わりにチェリャビンスク地下鉄建設に予算を割り当てる方針に変更された。1979年にゴスプランは輸送力不足を理由に高速トラム案を破棄した。1986年に計画が再浮上し、それに伴い道路や緑地の用地を確保するために住居ビルの取り壊しが行われた。1992年から建設工事が始まるものの、ソビエト連邦の崩壊以降続く経済的な混乱もあり建設は大きく遅れている。2018年5月にオムスク州当局は建設工事中断を決定した。完成した場合は途中でエルティシ川の下を通過する計画である。

## 路線

### 建設中
1号線：現在建設中の区間は下記の4駅からなる。
- Библиотека Имени Пушкина(Biblioteka Imeni Pushkina)駅
- Заречная(Zarechnaya)駅
- Кристалл(Kristall)駅
- Соборная(Sobornaya)駅

## 参照
1. ↑  В Омске решили заморозить строительство метро. За 26 лет построили одну станцию